# Rick Donald
Rick Donald (1985) es un actor australiano, más conocido por haber interpretado a Daniel Parks en la serie The Doctor Blake Mysteries y por interpretar a Tuck en la serie House Husbands.

## Biografía
Es buen amigo del actor Hugo Johnstone-Burt.
Desde 2014 Rick sale con la actriz australiana Catherine Mack, la pareja se comprometió en octubre del mismo año después de que Rick se lo propusiera durante unas vacaciones en Ko Samui en Tailandia. La pareja finalmente se casó en septiembre del 2016. Y en diciembre del mismo año le dieron la bienvenida a su primera hija.

## Carrera
En 2011 se unió al elenco recurrente de la serie Underbelly: Razor donde interpretó a Barney Dalton, un jugador de rugby, que termina trabajando para la criminal Kate Leigh (Danielle Cormack) y que finalmente es asesinado por el criminal y asesino Frank Green (Khan Chittenden).
El 15 de julio del mismo año apareció como personaje invitado en la popular serie australiana Home and Away donde interpretó a Dean O'Mara un joven que viola y atropella a Bianca Scott, hasta el 9 de agosto del mismo año después de que su personaje fuera arrestado por sus crímenes. También se unió a la miniserie Paper Giants: The Birth of Cleo donde interpretó a Murray.
En 2013 se unió al elenco principal de la primera temporada de la serie The Doctor Blake Mysteries donde interpretó al oficial de la policía Daniel "Danny" Parks.
Ese mismo año se unió al elenco recurrente de la segunda temporada de la serie House Husbands donde interpreta al maestro Tuck, el novio de Lucy Crabb (Anna McGahan).
En 2014 se unió al elenco de la nueva serie norteamericana Friends with Better Lives donde interpretó a Lowell Peddit, un ecologista espiritual comprometido con Jules Talley (Brooklyn Decker), hasta el final de la serie ese mismo año.
El 26 de noviembre del 2020 se unió al elenco recurrente de la popilar serie australiana Home and Away donde da vida a Kieran Baldivis, el medio hermano de Ruth Stewart (Georgie Parker), hasta ahora.

## Filmografía

### Series de televisión
| Año             | Serie                           | Personaje            | Notas                         |
| --------------- | ------------------------------- | -------------------- | ----------------------------- |
| 2020 - presente | Home and Away                   | Kieran Baldivis      | 15 episodios                  |
| 2019 - 2020     | Educators                       | Vinnie Thompson      | 8 episodios                   |
| 2019            | Halifax: Retribution            | Nick Tanner          | 8 episodios - (miniserie)     |
| 2019            | Wentworth                       | Sean Brody           | 8 episodios                   |
| 2018            | Back in Very Small Business     | Cody Branson         | 8 episodios                   |
| 2015 - 2018     | 800 Words                       | Woody                | 40 episodios                  |
| 2015 - 2016     | A Place to Call Home            | Lloyd Ellis-Parker   | 6 episodios                   |
| 2014            | Friends with Better Lives       | Lowell Peddit        | 13 episodios                  |
| 2013            | House Husbands                  | Mr. Tuck             | 13 episodios                  |
| 2013            | The Doctor Blake Mysteries      | Daniel Parks         | 10 episodios                  |
| 2012            | Tricky Business                 | Drew Bullard         | episodio "Opportunity Knocks" |
| 2012            | The Woodlies                    | -                    | 6 episodios                   |
| 2011            | Crownies                        | Scott Summers        | episodio # 1.20               |
| 2011            | Underbelly: Razor               | Barney Dalton        | 8 episodios                   |
| 2011            | Home and Away                   | Dean O'Mara          | 6 episodios                   |
| 2011            | Paper Giants: The Birth of Cleo | Murray               | 2 episodios - miniserie       |
| 2007            | Sea Patrol                      | Glen "Hawkie" Hawkes | episodio "What Lies Beneath"  |

### Películas
| Año  | Título                | Personaje    | Notas |
| ---- | --------------------- | ------------ | --- |
| 2015 | The Playlist          | Jase         | corto - junto a Aimee Horne                                                                                                 |
| 2013 | Mates                 | Jimmy        | corto - junto a Annabelle Stephenson & David Coussins                                                                       |
| 2012 | Dripping in Chocolate | Carl Dukes   | junto a David Wenham, Louise Lombard, Richard Brancatisano, Chelsie Preston Crayford & Geoff Morrell                        |
| 2011 | Blood Brothers        | Chris Gilham | junto a Michael Dorman, Jodi Gordon, Cariba Heine, Tony Martin, Lisa McCune, Jonny Pasvolsky, Denise Roberts & Kylie Watson |
| 2011 | Commercialisms        | Actor        | corto - junto a Septimus Caton, Damon Herriman, Alyssa McClelland, Tom O'Sullivan, Felix Williamson & Rory Williamson       |
| 2010 | Before the Rain       | Cliff        | junto a Ryan Corr, Hugo Johnstone-Burt, Johnny Nicolaidis, Kenji Fitzgerald & Lisa Gormley                                  |
| 2009 | Legend                | -            | corto - junto a Laurence Brewer, Paige Gardiner, Chloe Gardner, Marko Jovanovic & Sophia Roberts                            |